# Micropygia schomburgkii
Micropygia schomburgkii е вид птица от семейство Rallidae, единствен представител на род Micropygia.

## Разпространение
Видът е разпространен в Боливия, Бразилия, Венецуела, Гвиана, Колумбия, Коста Рика, Парагвай, Перу, Суринам и Френска Гвиана.